# Ramón Mendiburu Ibarburu
Ramón Mendiburu Ibarburu (Sant Sebastià, 12 de març de 1940) és un ciclista basc, ja retirat, que fou professional entre 1962 i 1970. En el seu palmarès destaca una victòria d'etapa a la Volta a Espanya de 1966 i la Volta a Andalusia de 1967. Una vegada retirat fou seleccionador estatal, director tècnic de la Volta a Espanya i mànager dels equips Kas i Fagor. També formà part del Comitè Directiu de la Unió Ciclista Internacional.

## Palmarès
- 1960
  -  Campió d'Espanya en ruta amateur
- 1961
  -  Campió d'Espanya en ruta amateur
- 1963
  - 1r al Trofeu Nicolau Casaus (etapa de la Setmana Catalana)
  - Campió d'Espanya per Regions (CRI) (amb Guipúscoa)
- 1966
  - 1r al Trofeu Elola
  - Vencedor d'una etapa de la Volta a Espanya
- 1967
  - 1r a la Volta a Andalusia i vencedor d'una etapa
  - 1r al G.P.Muñecas Famosa-G.P.Onil
- 1968
  - 1r a la Volta a La Rioja, vencedor d'una etapa i de la regularitat
  - Vencedor d'una etapa de la Volta a Catalunya

### Resultats a la Volta a Espanya
- 1966. 37è de la classificació general. Vencedor d'una etapa
- 1967. 21è de la classificació general
- 1969. 39è de la classificació general

### Resultats al Tour de França
- 1965. Abandona (13a etapa)
- 1966. 49è de la classificació general
- 1967. Abandona (17a etapa)
- 1969. Abandona (10a etapa)